# Locação

Uma locação, aluguel (português brasileiro) ou aluguer (português europeu) é um negócio jurídico onde uma das partes cede à outra o usufruto de um bem de sua propriedade em troca de um pagamento.
O locador (ou senhorio) é aquele que cede o bem mediante pagamento do locatário (ou inquilino) para que este o utilize conforme as finalidades do bem - isto é: moradia, se for um imóvel residencial; trabalho, se for um imóvel comercial ou industrial; locomoção, se for um automóvel, etc.
É o contrato pelo qual o locador propõe-se a ceder o uso e o gozo da coisa locada ao locatário. É um contrato comutativo, oneroso, bilateral e de execução continuada. Portanto, é sempre bom lembrar que "locador" é o personagem que figura na condição de senhorio, e "locatário" é o personagem que figura na condição de inquilino.
O contrato de aluguel pode ser rompido através da denúncia de uma das partes. Se ela partir do locador, no que se refere aos imóveis, poderá ser de dois tipos:
- Denúncia cheia: é aquela na qual o locador deseja romper o contrato com apresentação de justificativa (por exemplo, ceder sem exigência de pagamento o imóvel a um parente, etc.).
- Denúncia vazia: é o rompimento do contrato de locação pelo locador sem a apresentação de justificativa. A denúncia vazia causava muitos problemas, tanto que seu uso foi proibido no Brasil.

## Brasil
A locação é regida pela Lei 8.245, de 18 de outubro de 1991, conhecida popularmente como lei do inquilinato. Esta lei foi alterada pela Lei 12.112, de 9 de dezembro de 2009.

## Locação por temporada
O aluguel por temporada consiste na utilização do imóvel por um período de tempo menor que 90 dias, para um fim específico. Não deve ser confundido com o aluguel convencional ou com hospedagem. De acordo com a lei do inquilinato:
“Considera-se locação para temporada aquela destinada à residência temporária do locatário, para prática de lazer, realização de cursos, tratamento de saúde, feitura de obras em seu imóvel, e outros fatos que decorrem tão-somente de determinado tempo, e contratada por prazo não superior a noventa dias, esteja ou não mobiliado o imóvel.”
Nos últimos anos, empresas online revolucionaram o mercado de locação por temporada. Dentre estas empresas, destacam-se: airbnb, booking, vrbo e tripmood.